# Курзал (Кисловодск)
Курортный зал Общества Владикавказской железной дороги, сокращённо — Курзал, — комплекс зданий в Кисловодске, Ставропольский край, Россия. Расположен к западу от железнодорожного вокзала, по адресу пр-т Карла Маркса, д. 3а. Является объектом культурного наследия федерального значения. В настоящее время помещения Курзала используются Северо-Кавказской филармонией.

## Описание
Комплекс Курзала построен из жёлтого кирпича и местного доломита и выполнен в стиле эклектики, с формами французского Ренессанса и разнообразными декоративными элементами. Он состоит из нескольких зданий, соединённых одноэтажными переходами и образующими букву П.
Здания расположены на ровной искусственной площадке, ограниченной с юга и востока подпорными стенами с балюстрадой и террасами. К площадке ведут две лестницы — восточная со стороны вокзала к внутреннему дворику и южная от проспекта Карла Маркса к зданию концертного зала.
Здание концертного зала расположено в южной части комплекса и ориентировано парадным фасадом с двумя трёхъярусными башнями на запад. При постройке оно было рассчитано на 650 зрителей, отделано бархатом, бронзой и лепниной и украшено колоннами, барельефами и картинами. У здания концертного зала имеется двухъярусный ризалит с широким балконом, а с юга к зданию примыкают служебные пристройки. В северной части комплекса находятся два двухэтажных здания, в которых расположены ресторан и его кухня.

## История создания
Здание Курзала было построено Обществом Владикавказской железной дороги в 1894—1897 годах неподалёку от железнодорожной станции как место отдыха и развлечения для прибывавших в Кисловодск.
Проект здания был разработан в 1892 году архитектором В. В. Гусевым и был доработан в 1893—1894 годах инженером М. С. Кербедзом, архитектором М. В. Лаврентьевым и другими специалистами. Постройкой Курзала руководил инженер Е. И. Дескубес, который внёс в проект дополнительные изменения.
При постройке Курзала была срыта вершина изолированной возвышенности между нынешними Вокзальной улицей и проспектом Карла Маркса. В качестве материала использовался доломит из каменоломни неподалёку от Кисловодска, добывавшийся большими каменными блоками, а также жёлтый кирпич с кирпично-черепичного завода Л. В. Штейнгеля и В. И. Грозмани во Владикавказе.
Первая часть Курзала, включавшая в себя ресторан, открылась в 1895 году, концертный зал был открыт в 1896 году, а отделочные работы завершились в 1897 году. Стоимость постройки составила около миллиона рублей. В 1909 году был дополнительно построен южный ажурный мостик, соединивший Курзал и небольшой парк на склоне Крестовой горы.

## Использование помещений Курзала
Эксплуатацией концертного зала в XIX веке занимался антрепренёр В. Л. Форкатти, а его музыкальным рецензентом был архитектор Э. Б. Ходжаев. Действовал симфонический оркестр на 80 человек. В концертном зале выступали Ф. И. Шаляпин, В. Ф. Комиссаржевская, В. И. Качалов, Л. В. Собинов, И. В. Тартаков, А. В. Нежданова, Н. А. Обухова, М. М. Фокин и другие.
Во время Октябрьской революции и Гражданской войны Курзале использовался для проведения политических собраний. В советское время, после национализации Общества Владикавказской железной дороги, Курзал принадлежал Орджоникидзевской (позднее Северо-Кавказской) железной дороге. В 1945 году в Курзале была создана Кисловодская филармония, ныне — Северо-Кавказская филармония.
Арендаторами ресторана до революции были А. Л. Шавгулидзе, Габуния, снова Шавгулидзе, Востряков, Л. К. Астафьев и И. А. Александров.
В 1931 году гостиничные номера Курзала стали использоваться санаторием железнодорожников имени А. А. Андреева, во время Второй мировой войны там размещался госпиталь, в настоящее время они используются как гостиница при филармонии.
В 1965 году в здании Курзала был открыт Музей музыкальной и театральном культуры под руководством местного искусствоведа Б. М. Розенфельда.